# Рожайка
Рожа́йка (Рожа́я; устар. Рожой, Ражай, Ражая, Рожай) —
река в Московской области России, правый приток Пахры. Берёт начало в болотах около села Молоди, где произошла битва при Молодях.
Длина реки — 51 км, площадь водосбора — 434 км², ширина реки — 10—18 м, глубина — 0,4—0,9 м, скорость течения — 0,2 м/с, дно песчаное и каменистое. Средний уклон составляет 0,597 м/км, высота истока — около 180 метров над уровнем моря, высота устья — около 117 метров над уровнем моря. Общее направление течения северное. По берегам довольно широко распространены карстовые явления.
Река имеет несколько притоков, наиболее крупным левым притоком является река Рогожка, самый крупный правый приток — река Злодейка. В Рожаю впадает множество ледяных ключей, из-за чего вода в Рожайке всегда холодная.
В летописи под 1572 годом упоминается как речка Рожая. Рассматривается наиболее вероятное балтийское происхождение названия. Известен литовский географический термин raža, означающий, помимо прочего, «небольшой ручей между полями», «овраг», «узкое углубление между двумя возвышенностями».
Рожайка проходима на байдарках только в половодье — в апреле-мае.
На речке расположены плотины — рядом с Воробьёво и Битягово.
По берегам реки сохранились курганные захоронения эпохи вятичей, археологические раскопки которых провел в 1924 году А. В. Арциховский.

## На берегах реки находятся
(от истока к устью)
- Любучаны.
- Никоново на левом берегу.
- Гавриково на правом берегу.
- Зыкеево на правом берегу.
- Дубинино на левом берегу.
- Томарово на правом берегу.
- Мещерское на правом берегу.
- Ивино на левом берегу.
- Прохорово.
- Скобеево на левом берегу.

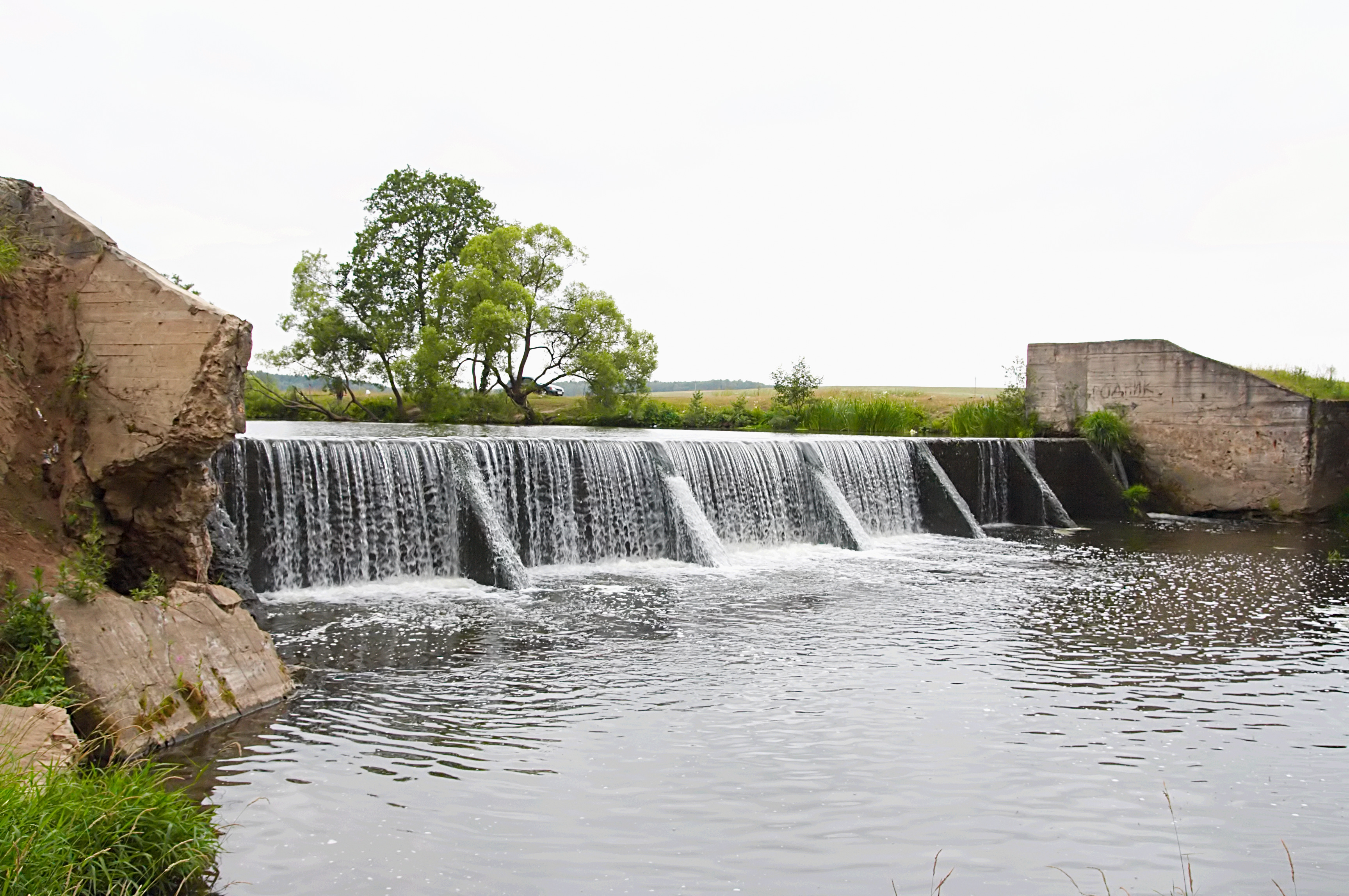
Плотина на Рожайке

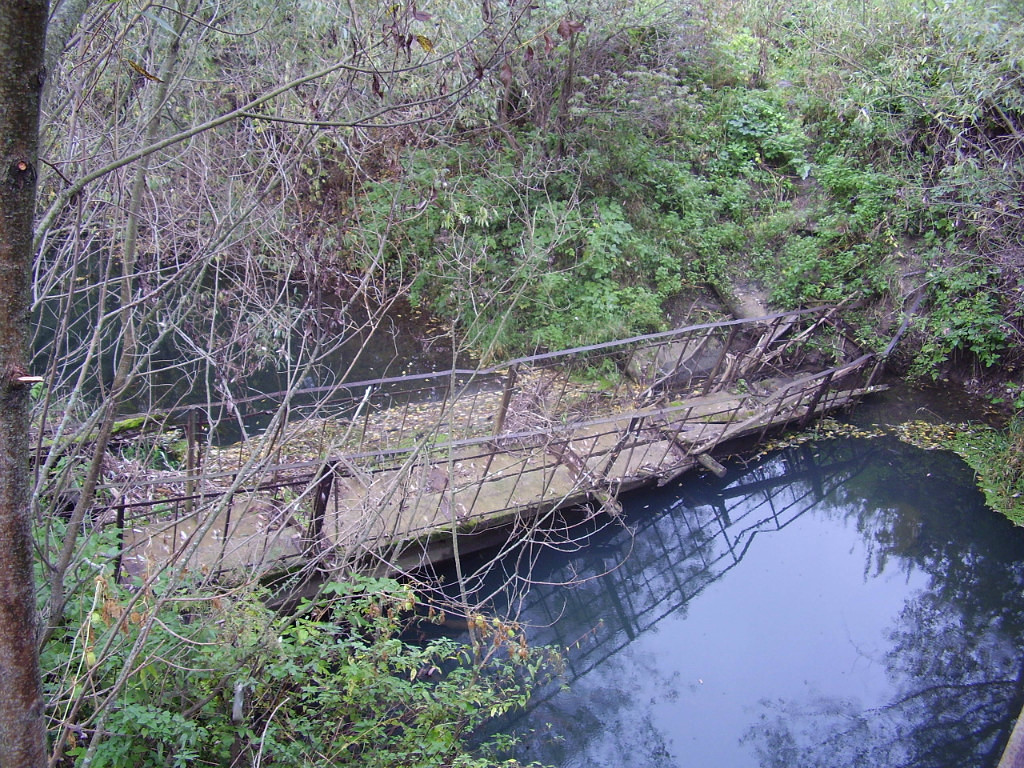
Рожайка в районе села Мещерского

- Воробьёво (усадьба) на правом берегу.
- Тургенево на левом берегу.
- Ивановское на левом берегу.
- Ильинское на правом берегу.
- Усадьба Одинцово-Архангельское на левом берегу. Усадебный дом и ряд других строений сооружены в 1892—1894 гг. по проекту Ф. О. Шехтеля для семьи А. В. Морозова. Ранее усадьба была вотчиной князей Голицыных.
- Судаково на правом берегу.
- На левом берегу корпуса «Атлас Парк-Отеля», на правом берегу корпуса санатория «Подмосковье».
- Битягово в середине XVII века принадлежало стольнику И. С. Телепневу, а затем по завещанию перешло к князю В. В. Голицыну. После его опалы село перешло в ведение дворцового ведомства, потом пожаловано Высоко-Петровскому монастырю.
- В районе Битягово расположена Битяговская курганная группа (около 15 насыпей) XII—XIII веков.
- На правом берегу реки находится скит, выстроенный Щусевым по заказу вдовы великого князя Сергея Александровича.
- Никитское по обоим берегам реки. На правом берегу обнаружены выходы тёмной глины юрского периода со следами вымерших животных когда-то существовавшего на этой территории мелководного моря. В известковых отложениях встречаются кристаллы горного хрусталя.
- Старые заброшенные каменоломни по добыче известняка — Никитские пещеры.
- Курганная группа «Никитское-1» (около 10 насыпей) XII—XIII веков на правом берегу Рожайки.
- На левом берегу деревни Еремеево и Авдотьино.
- Константиново, где в 1824 была построена первая в Московской губернии бумагопрядильная фабрика. Фабричный центр был в 1956 году включён в состав города Домодедово.
- На правом берегу — город Домодедово.
- В области впадения реки Рожайки в реку Пахру расположено древнее село Домодедово с Никольской белокаменной церковью (проект И. Г. Шеделя).